# Charlie Guest
Charlotte „Charlie“ Guest (* 30. Dezember 1993 in Perth, Schottland) ist eine ehemalige britische Skirennläuferin. Die mehrfache britische Meisterin war weitgehend auf die technischen Disziplinen Slalom und Riesenslalom spezialisiert und nahm 2018 an den Olympischen Winterspielen in Pyeongchang teil.

## Biografie

### Kindheit und Jugend
Charlie Guest erlernte das Skifahren im Alter von drei Jahren in den Cairngorms in der Nähe des Hauses ihrer Großmutter. Dort trainierte sie mit dem schottischen Skiverband, bis sie im Alter von elf Jahren der in den französischen Alpen stationierten British Ski Academy beitrat. Mit 14 Jahren gewann sie als erstes britisches Mädchen ein internationales Kinderrennen, ehe sie 2008 ihre ersten FIS-Rennen bestritt. 2009 nahm sie am Europäischen Olympischen Jugendfestival in Szczyrk teil und belegte in ihrer Paradedisziplin Slalom Rang 47. Im März 2012 startete sie in Roccaraso erstmals bei Juniorenweltmeisterschaften. Nach ihrem Schulabschluss im selben Jahr widmete sich Guest ganz dem Skirennsport und trainiert seither die meiste Zeit in Österreich.

### Weltcup und Großereignisse
Am 15. Januar 2013 gab sie im Nachtslalom von Flachau ihr Weltcup-Debüt, nachdem sie nur fünf Tage zuvor im Europacup debütiert hatte. Am Ende der Saison gewann sie in der Super-Kombination ihren ersten von bislang sechs Staatsmeistertiteln. Nach einem Rennsieg und Gewinn der Riesenslalomwertung im Australia New Zealand Cup startete sie im Winter 2013/14 hauptsächlich im Europacup, konnte sich aber nur einmal in den Punkterängen platzieren. Bei den Juniorenweltmeisterschaften 2014 in Jasná klassierte sie sich in allen Disziplinen außer der Abfahrt, wobei ein 17. Slalomrang ihr bestes Ergebnis blieb. Im November 2014 kam sie im Training schwer zu Sturz und zog sich dabei vier Wirbelbrüche zu. Dennoch konnte sie an den Weltmeisterschaften 2015 in Vail teilnehmen, wo sie die Ränge 32 und 43 in Slalom und Riesenslalom belegte. 
Nach mehreren kleinen Verletzungen qualifizierte sie sich für die Olympischen Spiele 2018 in Pyeongchang, wo sie im Slalom Platz 33 erzielte. Im Mannschaftswettbewerb erreichte sie mit dem britischen Team nach einem überraschenden Sieg über die USA die zweite Runde, obwohl sie ihre beiden Läufe verlor. Im August feierte sie ihren zweiten Sieg im ANC, konnte danach aber aufgrund einer Verletzung mehrere Monate lang keine Rennen bestreiten. In Folge mentaler Probleme begann sie, mit einem Mentalcoach zu arbeiten. Ihr Comeback gab sie im Rahmen der Weltmeisterschaften 2019 in Åre und erreichte mit Rang 24 im Slalom ihr bis dahin bestes Ergebnis bei einem Großereignis. Nachdem sie über ein Jahr kein Europacup-Rennen bestritten hatte, gelang ihr im März mit Platz zwei im Slalom von Jasná ihre erste Podiumsplatzierung. Nur zwei Wochen später gewann sie das Rennen in Folgaria und kürte sich damit zur ersten britischen Europacup-Siegerin. Am 15. Dezember 2019 gewann sie nach geglückter Qualifikation im Parallelslalom von St. Moritz mit Rang 29 ihre ersten Weltcuppunkte. Ihr bestes Weltcupergebnis erzielte sie am 11. Januar 2022 mit Platz 13 im Slalom von Schladming.
Im September 2019 begann Charlie Guest ein Psychologiestudium an der University of Aberdeen. Am 19. März 2024 gab sie bekannt, ihre Karriere mit Ende der Saison 2023/24 zu beenden.

## Erfolge

### Olympische Spiele
- Pyeongchang 2018: 5. Mannschaftswettbewerb, 33. Slalom
- Peking 2022: 21. Slalom

### Weltmeisterschaften
- Vail/Beaver Creek 2015: 32. Slalom, 43. Riesenslalom
- Åre 2019: 9. Mannschaftswettbewerb, 24. Slalom
- Méribel 2023: 31. Slalom

### Weltcup
- 1 Platzierung unter den besten zehn

### Weltcupwertungen
| Saison  | Gesamt | Gesamt | Slalom | Slalom | Parallel | Parallel |
| Saison  | Platz  | Punkte | Platz  | Punkte | Platz    | Punkte   |
| ------- | ------ | ------ | ------ | ------ | -------- | -------- |
| 2019/20 | 124.   | 2      | –      | –      | 45.      | 2        |
| 2020/21 | 82.    | 36     | 33.    | 36     | –        | –        |
| 2021/22 | 73.    | 68     | 26.    | 68     | –        | –        |
| 2022/23 | 119.   | 3      | 53.    | 3      | –        | –        |

### Europacup
- Saison 2019/20: 7. Slalomwertung
- Saison 2023/24: 8. Slalomwertung
- 8 Podestplätze, davon 3 Siege:

| Datum           | Ort       | Land       | Disziplin |
| --------------- | --------- | ---------- | --------- |
| 17. März 2019   | Folgaria  | Italien    | Slalom    |
| 23. Januar 2020 | Hasliberg | Schweiz    | Slalom    |
| 21. März 2021   | Reiteralm | Österreich | Slalom    |

### Australia New Zealand Cup
- Saison 2013: 7. Gesamtwertung, 1. Riesenslalomwertung, 9. Slalomwertung[A 1]
- Saison 2016: 8. Slalomwertung
- Saison 2018: 8. Gesamtwertung, 5. Slalomwertung
- 4 Podestplätze, davon 2 Siege:

| Datum             | Ort          | Land       | Disziplin    |
| ----------------- | ------------ | ---------- | ------------ |
| 9. September 2013 | Cardrona     | Neuseeland | Riesenslalom |
| 30. August 2018   | Coronet Peak | Neuseeland | Slalom       |

1. ↑  Die Rennen des Australia New Zealand Cup werden jährlich im August und September (Südwinter) ausgetragen und bereits der kommenden, internationalen Saison zugerechnet.

### Juniorenweltmeisterschaften
- Jasná 2014: 17. Slalom, 22. Riesenslalom, 30. Super-Kombination, 49. Super-G

### Weitere Erfolge
- 6 britische Meistertitel (Super-Kombination 2013, Riesenslalom 2014, Slalom 2014, 2016, 2017 und 2018)
- Sieg bei den slowakischen Meisterschaften im Slalom 2019
- 17 Siege in FIS-Rennen